# Miguel Hidalgo y Costilla
Miguel Hidalgo y Costilla (születési nevén Miguel Gregorio Antonio Ignacio Hidalgo y Costilla Gallaga Mandarte Villaseñor; Corralejo hacienda, Pénjamo mellett, 1753. május 8. – Chihuahua, 1811. július 30.) új-spanyolországi római katolikus egyházi vezető, politikus, a független Mexikó atyjaként tisztelt forradalmár (El Padre de la Independencia Mexicana).
Iskoláit Valladolidban végezte, majd pappá szentelése után a Colegio de San Nicolásban tanított, később az intézmény rektorává is kinevezték. Már fiatalon a francia felvilágosodás eszméi felé fordult, felemelte szavát a társadalmi igazságtalanságok ellen. 1803-ban Doloresbe helyezték át, ahol különféle mesterségeket népszerűsített és szőlőtermesztéssel is foglalkozott. Részt vett az elnyomó spanyol hatalom elleni 1810-es querétarói összeesküvésben is, melynek leleplezésekor Doloresben azonnal megindította a függetlenségi harcot a doloresi kiáltással.
Serege, bár többnyire katonailag képzetlen emberekből állt, olyan nagyra duzzadt, hogy kezdetben több csatát is megnyertek a spanyol hadak ellen. Amikor a győzedelmes Monte de las Cruces-i csata után lehetőség nyílt volna Mexikóváros elfoglalására, Hidalgo a visszavonulás mellett döntött, csalódott emberei közül pedig sokan elhagyták. Seregével Guadalajarába húzódott, ahol nekilátott egy saját kormányzat létrehozásának, valamint kiáltványában eltörölte a rabszolgaságot. 1811 elején azonban a spanyolok elfoglalták a várost, Hidalgo vert hadai pedig északkeletre vonultak vissza. Acatita de Baján mellett bekerítették őket, majd a foglyul ejtett vezéreket, köztük Hidalgót, Chihuahuába szállították, ahol hamarosan kivégezték.
Miguel Hidalgo y Costillát ma Mexikó egyik legnagyobb nemzeti hőseként tartják számon, róla nevezték el Hidalgo államot és számos települést, országszerte szobrokat emeltek neki, és szerepel az 1000 pesós bankjegyen is.

## Élete

### Származása és családja
A Pénjamo városához közeli Corralejo haciendán született, Cristóbal Hidalgo y Costilla uradalmi intéző és Ana María Gallaga második gyermekeként. Születése után nyolc nappal keresztelték meg Cuitzeo de los Naranjosban (mai nevén Abasolo). Apja Tejupilcóból származott, míg anyja, akinek ősei az észak-spanyolországi baszk területekről érkeztek Új-Spanyolországba, a ma Michoacán állam Morelos községében található Jururemba ranchóban született. Miguelnek egy bátyja (José Joaquín) és három öccse (Mariano, José María és Manuel Mariano) volt, anyja 31 évesen, az ötödik gyermek szülése során fellépő komplikációk következtében meghalt.

### Tanulmányai
Apja újraházasodott, és két nagyobbik fiát 1765-ben Valladolid (mai nevén Morelia) városába küldte tanulni. Miguel, bátyjával együtt a jezsuiták Xavéri Szent Ferenc Kollégiumába (Colegio Jesuita de San Francisco Javier) került, a rend 1767-es kitiltása után pedig a Szent Miklós Kollégiumba (Colegio de San Nicolás Obispo), ahol többek között nagybátyja, Vicente Gallaga is tanította. Iskolaévei alatt megtanult latinul, otomi nyelven, belekóstolt a navatl és a purepecsa indián nyelvekbe is, és nem utolsósorban elsajátította a francia nyelvet is. Nagy érdeklődéssel fordult a francia felvilágosodás nagy alakjai, többek között Jean-Jacques Rousseau eszméi felé, de hatott rá Charles René Billuart és a spanyol Juan Caramuel Lobkowitz is. Megerősödött hite abban, hogy a hatalom a népet illeti, az elnyomó zsarnokság ellen pedig jogos a lázadás. Lefordította Szent Jeromos Epistola ad Nepotianum című művét éppúgy, mint később Molière Tartuffe-jét. Kiváló tanuló volt, diáktársai éles esze miatt Zorrónak, azaz „rókának” is nevezték. Disertación sobre el verdadero método de estudiar teología escolástica című disszertációjáért elismerésben részesült.

### Papi tevékenysége
1778. szeptember 19-én Michoacán püspökétől, Juan Ignacio de la Rochától megkapta papi kinevezését. 1782 és 1792 között egykori iskolájában, a Szent Miklós Kollégiumban latint, filozófiát és teológiát tanított, ekkor kortársai már azt mondták róla, ő a legjobb teológus az egyházmegyében és az egyik legjobb egész Új-Spanyolországban. Apaseóban sekrestyésként dolgozott, 1787 és 1791 között a kollégiumban kincstárnok, alrektor, majd rektor lett. Plébániáját „A kis Franciaország” („La Francia chiquita”) néven kezdték el emlegetni, mivel gyakran adtak elő francia zeneműveket és francia színielőadásokat, és olyan beszélgetéseket szerveztek, ahol a téma a francia eszmék és az enciklopédisták voltak. Bár olyan dolgokkal foglalkozott, amivel kevesek, a nép mégsem nézte különcnek az emberek problémáit is megértő, azokon nemcsak szavakkal, hanem sok esetben pénzzel is segítő papot, aki ráadásul indián nyelveket is beszélt. Képességei miatt eleinte nagy becsben tartották egyházi elöljárói is.
Manuel testvérével együtt megvásárolt három haciendát: a Santa Rosát, a San Nicolást és a taximaroai Jaripeót. 1792 februárjában Colimába helyezték át, egyes vélemények szerint olyan felettesei, akik ezzel büntetni akarták „eszmei kihágásaiért”. Bár kevesebb mint egy évet töltött papként Colimában, ez idő alatt is szoros kapcsolatokat alakított ki híveivel. Azonban, hogy közelebb lehessen rokonaihoz, a püspök engedélyével San Felipe Torresmochasba települt át, ahol a lakosság köreiben a fazekas mesterséget kezdte népszerűsíteni.
Ekkortól kezdve többen is feljelentették az inkvizíciónál, fő okuk az lehetett, hogy úgy érezték, Hidalgót nagy tudása gőgössé és szabályszegővé tette. 1800 júliusában Joaquín Huesca és Manuel Estrada atyák, 1807 júliusában Manuel de Castilblanque, 1809 márciusában pedig Diego Miguel Bringas is eretnek törekvésekkel vádolta, utóbbi még azzal is kiegészítette feljelentését, hogy szerinte a pap tiltott könyveket birtokol. 1808 májusában a guanajuatói María Manuela de Herrera azt is állította, hogy San Felipében szerelmi viszonyt folytatott vele, innentől kezdve lábra kaptak olyan szóbeszédek, miszerint Hidalgónak több szeretője és törvénytelen gyermeke is van. Az összes eljárást azonban elegendő bizonyíték hiányában megszüntették.
1803-ban, miután José Joaquín nevű fivére elhunyt, Hidalgót Dolores egyházközségének vikáriusává nevezték ki. A lakosok körében népszerűsíteni kezdett többféle mesterséget, valamint a méhészetet, a selyemhernyó-tenyésztést és a szőlőtermesztést is, ez utóbbit illegálisan, mivel a szőlőmonopólium a spanyolok kezében volt. Népszerűsége egyre nőtt, 1809. november 4-én az El Diario de México című lapban is dicsérő szavakkal illették. Ekkorra azonban már súlyos pénzügyi gondjai támadtak: az 1786-os mezőgazdasági válság és éhínség idején a Corralejo hacienda modernizálására felvett 20000 pesós kölcsönt még vissza tudta fizetni 1802-ben, sőt, évi 8000 pesós jövedelme is kimagaslónak számított (olyannyira, hogy abból még családtagjainak megsegítésére is jutott: apja második házasságából származó két húgával és Manuellel még házát is megosztotta), ám 1804-ben a spanyol korona óriási adósságainak rendezésére hatalmas pénzügyi terheket vetettek ki az új-spanyolországi birtokokra. Hidalgóék taximaroai haciendája után például 7000 pesót kellett volna fizetniük, amit nem tudtak teljesíteni, ezért a birtokot lefoglalták tőlük.

### A függetlenségi harcban
Hidalgo, mint egyházi ember, gyakran szembesült a szegénységgel, a kiszolgáltatottsággal, a népet érő méltánytalanságokkal és igazságtalanságokkal. Felismerte, hogy Új-Spanyolország népe csak akkor boldogulhat, ha saját kezébe veszi sorsát és országa irányítását az elnyomó spanyol királysággal szemben. Haciendájától, szőlőskertjétől való megfosztása az utolsó csepp volt a pohárban, az 1800-as évtized végére úgy vélte, itt az idő, hogy a történelmi lehetőséget kihasználva Új-Spanyolország népe az európai napóleoni háborúkban meggyöngült Spanyolország ellen forduljon. 1810-ben barátja, Ignacio Allende kapitány buzdítására csatlakozott a querétarói függetlenségi összeesküvők csoportjához, amelynek végső terve a forradalom októberi kirobbantása volt. A csoportot és vezetőjét, Allendét azonban árulás következtében leleplezték, de Hidalgo y Costilla nem hátrált meg, és továbbra is a forradalom szervezésén dolgozott.

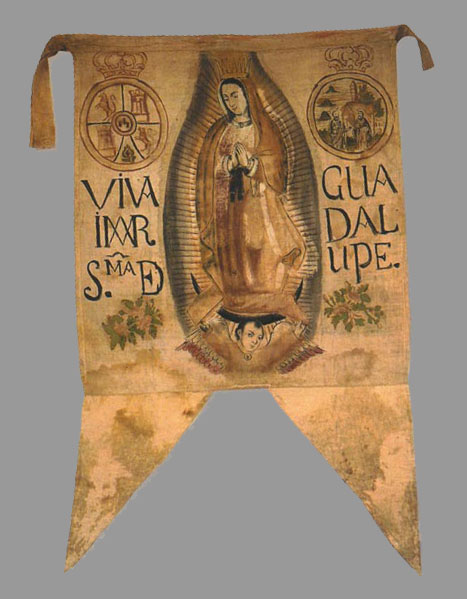
Az Hidalgo y Costilla-féle függetlenségi harc lobogója a guadalupei Szent Szűzzel

1810. szeptember 16-án az ötvenhét éves pap meghúzatta Dolores templomának harangjait, s az összegyűlt városlakókat gyújtó hangú beszédben tüzelte az elnyomó spanyolok ellen, és jelet adott a függetlenségi harc megindítására. A beszédét lezáró kiáltás pontos szavai ma sem ismertek, a különböző leírások különböző változatokat említenek, de annyi bizonyos: VII. Ferdinánd spanyol királyt és a római katolikus vallást éltetve a „rossz kormány” megdöntésére szólított fel. Az esemény később doloresi kiáltás (Grito de Dolores) néven vonult be a történetírásba.
A doloresi kiáltás elhangzása után a nép egy része azonnal csatlakozott az új függetlenségi hadsereghez, Hidalgo még a helyi börtön rabjait is kiszabadította. A jelentős részben indiánokból, földművesekből és napszámosokból álló sereg katonailag teljesen képzetlen volt, fegyvereik is alig voltak (legfeljebb íjak, karók, kapák, kaszák, parittyák), és családtagjaik: nők és gyermekek is kísérték őket útjaik során.
Szeptember 16-án azonnal elindultak San Miguel el Grande irányába, útközben az atotonilcói Názáreti Jézus-szentély mellett elhaladva Hidalgo magához vette az ottani, Guadalupei Szűzanyát ábrázoló zászlót és feltűzte egy lándzsa nyelére. Ez a zászló vált a függetlenségi harc szimbólumává. Este megérkeztek San Miguel el Grandébe, ahol Domingo Allende házában gyűlést tartottak és Hidalgót a felkelés vezérévé, jefe superiorrá választották, majd szeptember 22-én Celayában a városvezetők közreműködésével az immár 50 000 fősre duzzadt hadsereg tábornokává nevezték ki. Salamancán és Irapuatón keresztülhaladva 28-án érték el Guanajuatót, ahol sor került a háború első csatájára. A várost védő Juan Antonio Riaño és mintegy 600 spanyol katonája a többszöri felszólítás ellenére sem adta meg magát és az Alhóndiga de Granaditas nevű erődített magtárban rendezkedett be. Az egyik felkelőnek, egy Jesús Martínez de los Reyes nevű bányásznak (közismert nevén El Pípilának) egy kőlap védelmében sikerült odajutnia a magtár bejáratához, melyet fáklyájával felgyújtott, így a sereg beözönölhetett az épületbe, ahol jelentős számbeli fölényüknek köszönhetően hamarosan kivívták a győzelmet.
A spanyolok számára ezekben a napokban vált világossá, hogy nem egy kis, könnyen leverhető lázadásról van szó, hanem egy sokkal veszélyesebb mozgalomról. Francisco Xavier Venegas alkirály ezért elrendelte a fenyegetett városok védelmének megerősítését és 10 000 pesós vérdíjat tűzött ki Hidalgo, Ignacio Allende és Juan Aldama fejére. Az egyház sem maradt tétlen: Michoacán püspöke, Manuel Abad y Quiepo és Juan Cruz Ruiz de Cabañas guadalajarai püspök is kiátkozással sújtotta a felkelők vezéreit.
Hidalgo a csata után visszatért Doloresbe, de október 16-án újra Guanajuatóba érkezett, hogy onnan hadseregét megerősítve Valladolid felé induljon. Október 24-én Acámbaro városában Hidalgót, az addigi tábornokot (generalt) még magasabb szintre emelték: generalísimóvá választották, Ignacio Allendét pedig capitán generallá nevezték ki.
Acámbaróban a vezetők úgy döntöttek, Mexikóváros felé veszik az irányt. Amikor Charo és Indaparapeo között haladtak, José María Morelos, Carácuaro papja megjelent régi ismerőse, Hidalgo előtt és jelentkezett a harcosok sorába. Hidalgo azzal bízta meg, hogy szervezze meg a felkelést a déli területeken és próbálja meg elfoglalni Acapulco kikötőjét. A sereg ezután Maravatíón keresztül (ahol Hidalgo titkárává tette Ignacio López Rayónt) Toluca irányába vonult, ahová október 28-án érkeztek meg. A helyiek valóságos népünnepélyt rendeztek tiszteletükre, a Szent Ferenc-templomban még hálaadó misét is bemutattak.

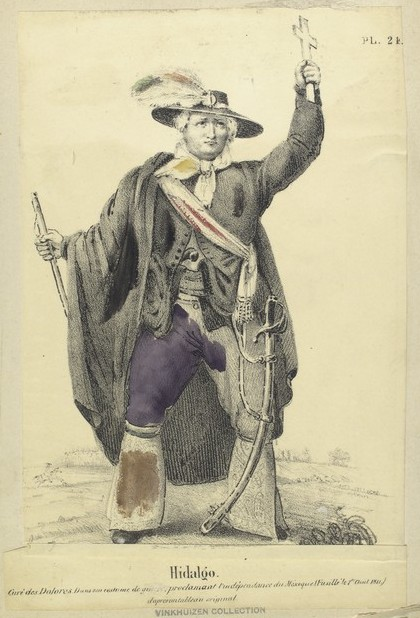
Litográfia Miguel Hidalgo y Costilláról

A főváros már nagyon közel volt, de Torcuato Trujillo spanyol serege útjukat állta. Október 30-án a Monte de las Cruces-i csatában a sok tízezer fős felkelő had győzelmet aratott a spanyolok néhány ezres seregén (Trujillo és néhány embere, köztük Agustín de Iturbide a városba menekült), azonban a győzelem után letáboroztak és nem haladtak tovább Mexikóváros felé. Allende javasolta ugyan a város megtámadását, mert úgy vélte, ezzel döntő csapást mérhetnek ellenségeikre, Hidalgo azonban máig ismeretlen okokból a nyugatra történő visszavonulás mellett döntött. (Lehetséges, hogy attól félt, hogy a spanyolok segítségére észak felől érkező Félix María Calleja emberei bezárnák őket a városba, vagy hogy némelyikük családtagjait a spanyolok túszul ejtették és kivégzésükkel fenyegetőztek, de az is lehet, hogy Hidalgóék nem rendelkeztek elegendő lőszerrel és egyéb felszereléssel, vagy csak el akarták kerülni, hogy a guanajuatóihoz hasonló fosztogatás kezdődjön Mexikóvárosban is.) A spanyolok, amikor ezt megtudták, az elkövetkezendő napokban (propaganda céljából) azt kezdték terjeszteni, a Monte de las Cruces-i csata valójában az ő győzelmükkel zárult. A visszavonulás miatt a felkelők mintegy fele csalódottságában elhagyta a sereget. Francisco Xavier Venegas alkirály üzenetet küldött Querétaróba és Félix María Calleja segítségét kérte, aki azonnal útnak is indult és november 7-én Aculcónál vereséget mért Hidalgo megmaradt, még mindig jelentős létszámú hadára. Bár a vereség kevés emberveszteséget okozott a felkelőknek (szinte harc nélkül feloszlottak), de rengeteg fegyvert és ellátmányt voltak kénytelenek otthagyni.
Ezután Allende Guanajuatóba, Hidalgo Celayán és Salamancán keresztül ismét Valladolidba vonult, hogy meggyengült hadait újjászervezze, így a spanyolok Agustín de Iturbide és Mariano García Ríos vezetésével vissza tudtak foglalni több fontos déli várost: Cuernavacát, Taxcót és Igualát.
Eközben José Antonio Torres, aki még október elején csatlakozott a felkeléshez, saját sereget gyűjtött maga köré. Szülőföldjén, San Pedro Piedra Gorda környékén mintegy 400, igaz, rosszul felfegyverzett embert állított csatasorba, majd Zacoalco felé vezető útján több falu lakosságát is meggyőzte, álljanak az oldalára. November elején Zacoalcónál győztes csatát vívott, majd Guadalajara felé indult. A város spanyol kapitánya és a püspök is szervezkedni kezdett a város védelme érdekében, de amikor a közeli települések lakosságát fel akarták fegyverezni, azok nagy része Torreshez csatlakozott, aki így már 20 000 fősre növelt seregével november 11-én könnyedén el tudta foglalni a várost. Hidalgo több mint 7000 embere élén 26-án vonult be Guadalajarába. Eközben azonban Guanajuatót november 25-én Calleja és Manuel Flon visszafoglalta a spanyolok számára, így Allende távozni kényszerült: ő is Guadalajarába indult.
Hidalgo és társai ezután hosszabb időre letelepedtek Guadalajarában, ahol egy kormányzat létrehozásába fogtak. November 29-én Hidalgo kiadott egy rendeletet, amelyben eltörölte a rabszolgaságot és számos adót, köztük a dohány és a puskapor jövedéki adóját, december 5-én pedig úgy rendelkezett, minden föld azok tulajdonába kerüljön, akik ott élnek és megművelik. December 13-án felhatalmazták Pascasio Ortiz de Letonát, hogy a kormányt képviselje az Amerikai Egyesült Államokkal tervezett tárgyalásokon. Két nappal később Hidalgo a néphez intézett kiáltványában kimondta Mexikó függetlenségét Spanyolországtól, de arról nem tett említést, hogy az új állam VII. Ferdinándhoz hogyan viszonyul.
December 20-án Francisco Severo Maldonado közreműködésével kiadták az El Despertador Americano (Az Amerikai Ébresztő) című újság első példányát, az utolsó lapszám január 17-én jelent meg. A kormány január elsején kiadott rendeletében kimondta, hogy semmisnek tekint minden olyan megállapodást, amit a franciák fogságában őrzött király köt.

### Elfogása és kivégzése
Január 17-én a Guadalajara melletti Calderón-hídhoz megérkeztek Calleja csapatai, így csatára került sor. Bár a spanyolok mindössze 6000-en voltak, a felkelők pedig 90 000-en (és 85 ágyúval is rendelkeztek), a csata során a már nyerésre álló felkelők egyik lőporszállító kocsiját egy oda hulló gránát felrobbantotta, ami akkora zavart okozott soraikban, hogy a helyzet pillanatok alatt megfordult, és a katonailag jól képzett spanyolok képesek voltak gyors győzelmet aratni, egyúttal megszerezték a függetlenségiek ágyúinak és más fegyvereinek többségét is. Igaz, egy jelentős veszteséget ők is elszenvedtek: a menekülőket üldözőbe vevő egyik spanyol parancsnokot, Manuel de Flont a felkelők bekerítették, elfogták, és ott helyben megölték.
Bár 18-án Hidalgo még azt hirdette Guadalajarában, hogy ők arattak győzelmet (még a harangokat is meghúzatták ennek örömére), a valójában legyőzött seregek maradványai még aznap északkelet felé indultak, Calleja seregei pedig bevonultak a városba. A spanyolhű városlakók előbújtak rejtekeikből, a következő hetekben pedig kisebb, sikeres hadjáratok indultak a Jalisco területén még megmaradt függetlenségiek ellen. Mexikóvárosban ünnepségeket rendeztek és egy egyházi felvonulást is tartottak, melyen részt vett az érsek és maga Venegas alkirály is, aki azoknak a katonáknak, akik részt vettek a spanyol győzelemmel zárult csatákban, kitüntetést adományozott.
Az Hidalgo vezette felkelőcsoport célja eközben az volt, hogy eljussanak az Amerikai Egyesült Államokba és onnan segítséget szerezzenek. Hamarosan megérkeztek Aguascalientesbe, ahol kissé rendezni tudták soraikat, Juan Aldama mellett a szétszóródott harcosok egy része is visszatért hozzájuk, valamint Rafael Iriarte 2000 fős csapatával is egyesülni tudtak.
Aguascalientesből hamarosan Zacatecas felé indultak, útközben a Pabellón haciendában a vezetők gyűlést tartottak, és közös döntéssel megfosztották Hidalgót főtábornoki tisztségétől, mivel őt okolták az utóbbi idők vereségeiért. Helyét Ignacio Allende foglalhatta el.

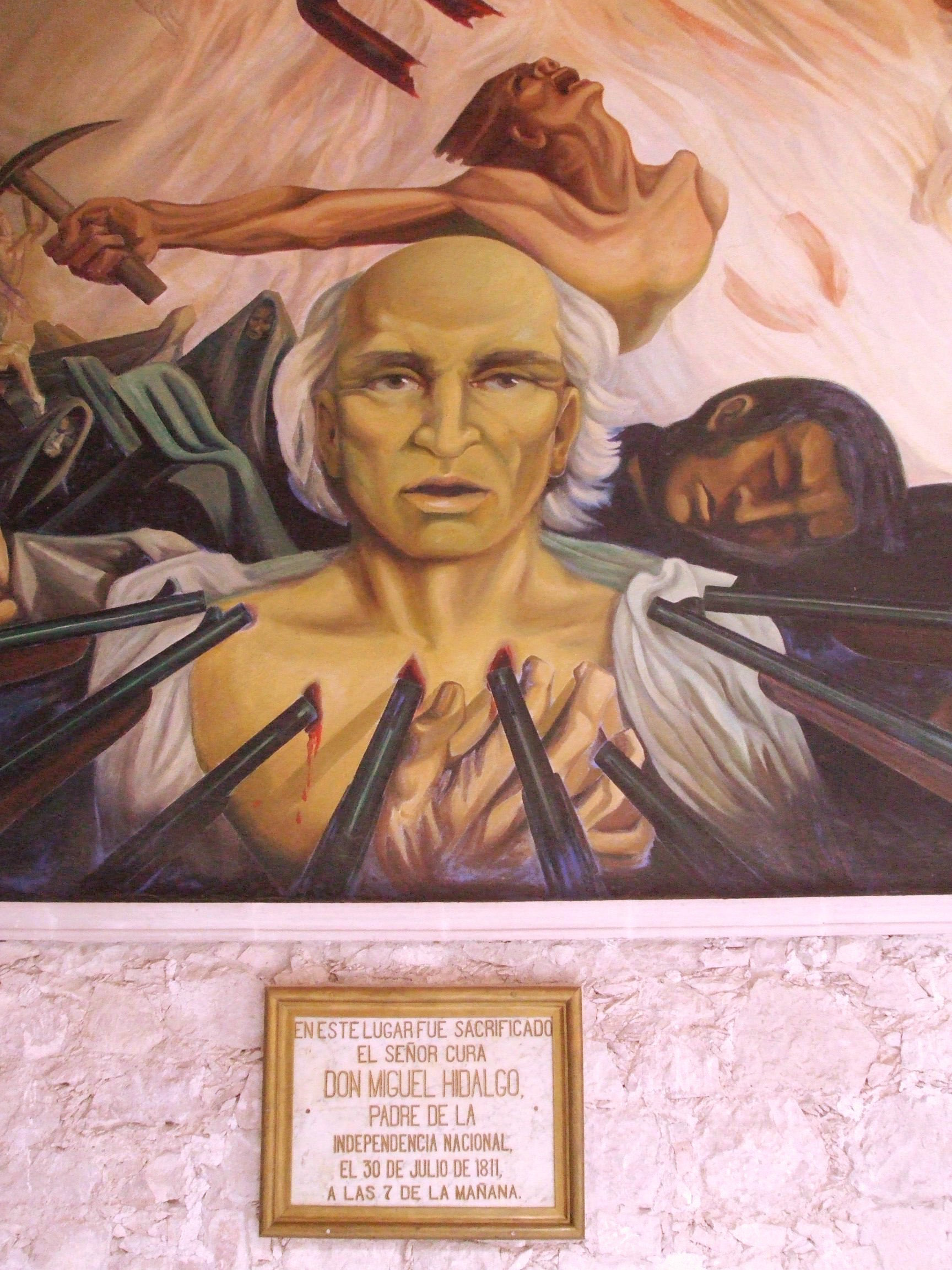
Falfestmény és emléktábla Miguel Hidalgo kivégzésének helyén, a chihuahuai kormánypalotában

Március 16-án Saltillóban ismét összeült a vezetők juntája, és elhatározták, hogy míg a többiek észak felé vonulnak tovább, Ignacio López Rayón átveszi a seregek többi részének irányítását és José María Liceaga kíséretében folytatja a harcot a délre eső területeken.
Az Hidalgo vezetésével észak felé vonuló csapatok a számukra ismeretlen vidékeken alig találtak falvakat (csak néhány erődöt és őrtornyot, melyeket az indiánok támadásai ellen emeltek a helyiek), és ahol találtak, az emberek többnyire ott is bizalmatlanul fogadták őket vagy féltek a hatalom büntetésétől, ami akkor várt volna rájuk, ha élelemmel és vízzel látják el a felkelőket.
Március 19-én a királypárti Ignacio Elizondo 300 emberével Monclovából egy Acatita de Baján nevű faluba érkezett, ahol egy, a településtől néhány kilométerre délre emelkedő kis domb mögött csapatainak nagy részét letáboroztatta, néhány társával pedig az úton maradt, hogy a felkelők érkezését várja. Amikor azok megérkeztek, Elizondóék a felkelők vezetőjének, Ignacio Allendének felajánlották, hogy segítenek nekik átkelni a sivatagon és azt mondták, hogy Acatita de Bajánban elegendő vízhez is juthatnak. Amikor azonban beértek a faluba, kiderült, hogy csapdáról van szó: Elizondo emberei bekerítették őket és kijelentették: a király nevében foglyul ejtik őket.
A túlerővel szemben egyedül Allende próbált meg ellenállni, amikor azonban megpróbálta elsütni fegyverét, őrá lőttek rá. Ő életben maradt, de fia, Indalecio a helyszínen életét vesztette. A foglyul ejtett vezéreket megkötözték és a falu erődjébe zárták őket. A fáradt, éhező és reményvesztett felkelőhadból (akik között nők, gyermekek és öregek is akadtak szép számmal) könnyűszerrel ejtettek kb. 1300 további foglyot, akik egy részét saját lovaik kötőfékjeivel kötöztek meg.
Hidalgót ezután több hónapon keresztül tartották fogva a falu erődítményében, mindeközben azt is meg kellett élnie, hogy egyháza kiátkozza. Később Chihuahuába szállították, perét követően golyó általi halálra ítélték és július 30-án kivégezték. Előtte egy nappal ugyanott lőtték agyon a függetlenségi harcban mellé állt öccsét, Marianót is. Miguel Hidalgo y Costilla és három vezértársa – Ignacio Allende, Juan Aldama és José Mariano Jiménez – fejét október 14-én elrettentésül kihelyezték a Guanajuato városában található Alhóndiga de Granaditas épületében.

## Emlékezete
Ma Hidalgót hazájában az egyik legnagyobb nemzeti hősnek tartják. Minden év szeptember 16-án, a doloresi kiáltás évfordulóján a harangok meghúzásával és a székesegyház pazar megvilágításával emlékeznek meg róla és függetlenségi harcáról. Tiszteletére Dolores városka neve Dolores Hidalgo Cuna de la Independencia Nacional („Dolores Hidalgo, a nemzeti függetlenség bölcsője”), rövidebb alakjában Dolores Hidalgo lett, egy 1869-ben létrehozott szövetségi államot pedig szintén Hidalgóról neveztek el. Mexikó területén több mint 400 település nevében szerepel az Hidalgo szó, többek között Mexikóváros egyik kerületét is Miguel Hidalgónak nevezik. Számos szobra áll országszerte és több hatalmas falfestmény is megemlékezik róla. A ma forgalomban levő pénz 1000 peso értékű bankjegyén is az ő arcképe szerepel, valamint forgalomba hoztak egy Hidalgót ábrázoló 200 peso értékű emlékbankjegyet is.
Miguel Hidalgo földi maradványait még közvetlenül a függetlenség elnyerését követően, 1821-ben szállították át Mexikóváros székesegyházába, majd 1925-ben a szintén Mexikóvárosban található Függetlenség-emlékmű alapzatában kialakított mauzóleumban helyezték végső nyugalomra a függetlenségi háború legnagyobb alakjainak maradványaival együtt.